# Blučina
Blučina (en allemand : Lautschitz) est une commune du district de Brno-Campagne, dans la région de Moravie-du-Sud, en République tchèque. Sa population s'élevait à 2 260 habitants en 2020.

## Géographie
Blučina se trouve à 5 km au sud-est de Rajhrad, à 16 km au sud de Brno et à 196 km au sud-est de Prague.
La commune est limitée par Rajhrad et Opatovice au nord, par Měnín à l'est, par Nosislav au sud, et par Židlochovice, Vojkovice et Holasice à l'ouest.

## Histoire
La première mention écrite de la localité date de 1045.

## Transports
La commune est desservie par l'échangeur no 11 de l'autoroute D2, qui relie Brno à la frontière slovaque et constitue une section de la route européenne 65.